# Vimmerby
Vimmerby è una cittadina della Svezia meridionale, capoluogo del comune omonimo, nella contea di Kalmar; nel 2005 aveva una popolazione di 7 827 abitanti, su un'area di 6,82 km².